# Marie Ward – Zwischen Galgen und Glorie
Marie Ward – Zwischen Galgen und Glorie ist ein im Herbst 1984 entstandenes, deutsches Spielfilmdrama über die gleichnamige katholische Heilige, die von Hannelore Elsner verkörpert wird. In weiteren Rollen tritt eine Fülle von damals bekannten Schauspielern auf, darunter Mario Adorf, Bernhard Wicki, Hans Quest, Anton Diffring, Mathieu Carrière und Irm Hermann.

## Handlung
Der Film porträtiert das Leben der gläubigen Katholikin und Ordensschwester Marie Ward, die im frühen 17. Jahrhundert aufgrund ihrer religiösen und sozialen Überzeugungen im heimatlichen England, das sich von Rom und der katholischen Kirche losgesagt und dem Protestantismus  verschrieben hatte, allerlei Drangsalierungen ausgesetzt war. Die Tochter eines Gutsherrn in Yorkshire verlässt daraufhin mit nur 20 Jahren die Insel und übersiedelt auf den Kontinent. In Frankreich tritt sie in einen Orden ein, den sie jedoch wenig später wieder verlässt, um ihre eigenen Vorstellungen christlich-katholischer Heilslehren, die einen stark karitativen, praktischen und seelsorgerischen Charakter besitzen, durchzusetzen.
Dabei muss Marie zahlreiche Hindernisse und Widerstände unterschiedlichster Art überwinden. Die kirchlichen Institutionen in Gestalt von Kardinälen und Päpsten stehen zu ihr in Gegnerschaft ebenso wie die Pest und Dreißigjähriger Krieg Maries karitative Arbeit stets aufs Neue zurückwerfen. Zeitweilig wird sie aufgrund ihrer fortschrittlichen Sozialarbeit von der Kirchenobrigkeit sogar der Häresie verdächtigt und muss sich der Heiligen Inquisition aussetzen. Besonders wichtig erscheint Marie Ward der Kampf für die Armen und die Rechte junger Glaubensschwestern. Sie kämpft darum, dass sich die Nonnen nicht länger ausschließlich hinter Klostermauern aufhalten müssen, sondern in ihrer mildtätigen Arbeit auch außerhalb wirken und sich um weltliche Probleme und Missstände inmitten der Bevölkerung kümmern dürfen. Gerade dieser weltliche Aspekt stößt bald auf immer schärfere Ablehnung, George Abbott, der Erzbischof von Canterbury lässt sie sogar von Spionen beschatten. Als Marie Ward, körperlich entkräftet von den Querelen und Anfeindungen, im Sterben liegt, findet sich kein Priester, der Trost und Beistand spendet. Sie stirbt im Kreis ihrer wenigen verbliebenen Getreuen.

## Produktionsnotizen
Marie Ward – Zwischen Galgen und Glorie, oftmals auch nur kurz als Marie Ward geführt, entstand an 66 Drehtagen zwischen dem 21. August und dem 17. November 1984 an mehreren europäischen Drehorten: Yorkshire, London, St. Omer, Vatikan, München und Regensburg. Die Uraufführung des rund 9 Millionen DM teuren (und von der katholischen Kirche co-finanzierten) Films erfolgte am 2. Mai 1985 im Münchner Gloria-Kino. Am Karfreitag 1987 erlebte dieses katholische Glaubensdrama seine Fernseherstausstrahlung im katholischen Bayern auf Bayern 3 des Bayerischen Rundfunks, der an der Produktion von Marie Ward beteiligt gewesen war.
Die zahlreichen historischen Kostüme entwarf Egon Strasser, die Filmbauten Jürgen Henze. Milan Bor zeichnete für die Tonmischung verantwortlich.
Mehrere Stücke der Filmmusik wurden von den Regensburger Domspatzen gesungen.

## Zur historischen Person
Maria Ward (1585–1645) war eine englische Ordensschwester und Ordensgründerin in der römisch-katholischen Kirche. Sie gründete die Congregatio Jesu und engagierte sich stark für eine bessere Bildung für Mädchen und wurde somit eine Wegbereiterin für christliche Sozialarbeit. Sie starb eine Woche nach ihrem 60. Geburtstag. Zahlreiche Schulen tragen noch heute Wards Namen. Am 19. Dezember 2009 wurde ihr von Papst Benedikt XVI. der Ehrentitel ehrwürdige Dienerin Gottes zuerkannt.

## Kritiken
„Die Regisseurin Angelika Weber hat in ihrem Film das kämpferische und zugleich demütige Leben dieser Frau nachgezeichnet, die nachhaltig das passive Frauenbild ihrer Zeit erschüttert hat. (…) Angelika Weber hatte das Glück, ihr opulentes Historien-Gemälde über das Schicksal dieser Frau an Original-Schauplätzen drehen zu können. Dies gibt dem Film einen sehr deutlichen authentischen Charakter. So detailreich und präzise die Ausstattung ist, so eindrucksvoll ist die Riege bekannter Darsteller, angeführt von Hannelore Elsner als Marie Ward.“

„Das Leben der Ordensgründerin Marie Ward, die zeitlebens um Anerkennung ihrer Gemeinschaft kämpfen mußte. Ein aufwendiger, handwerklich gediegener Historienfilm, der mit den populären Mitteln der Bilderbogen-Dramaturgie für Mut und Beharrlichkeit und für ein neues weibliches Selbstverständnis in der Kirche wirbt. Eine Anregung zur Diskussion, auch wenn der Film seine Heldin eindimensional zeichnet und in der gedanklichen Vertiefung und Aktualisierung des Themas nicht überzeugt.“